# 2015년 뮤직뱅크 차트 1위 목록

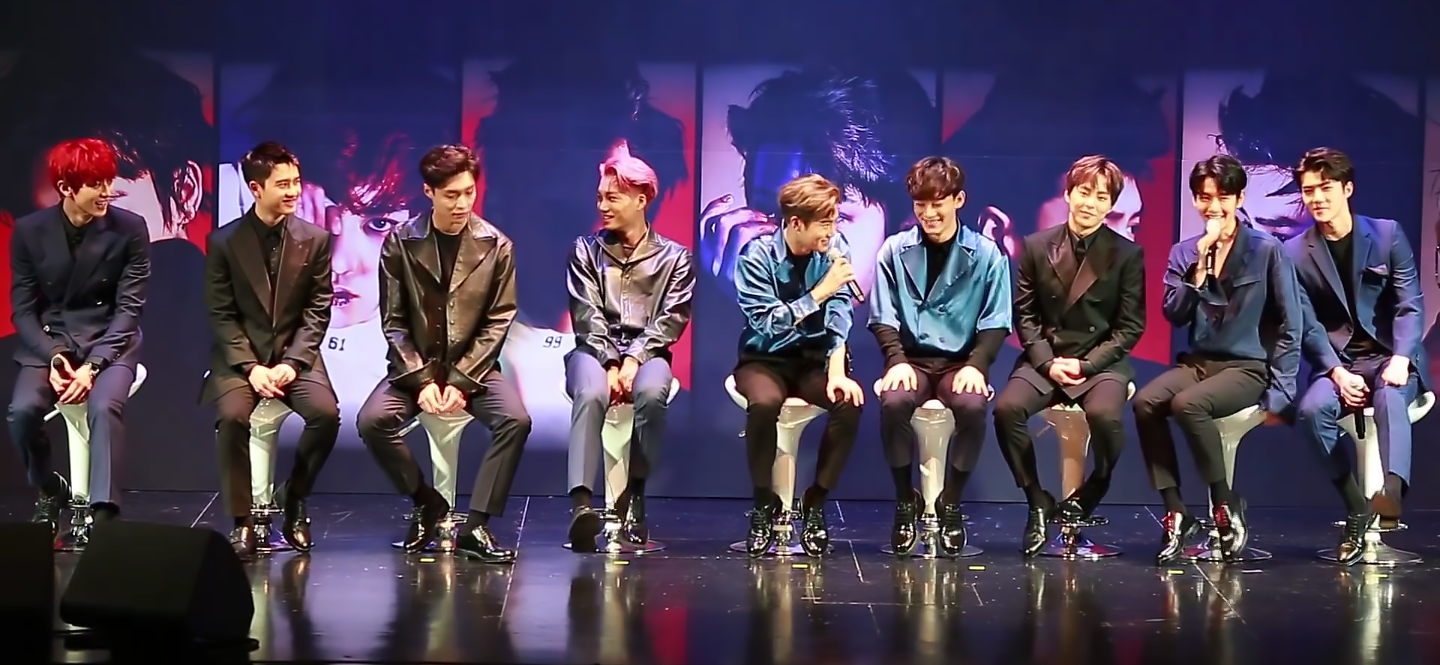
엑소 (사진)의 "CALL ME BABY "는 4월 10일 방송에서 12,681점을 기록하며 2015년 최고 점수를 기록했다.

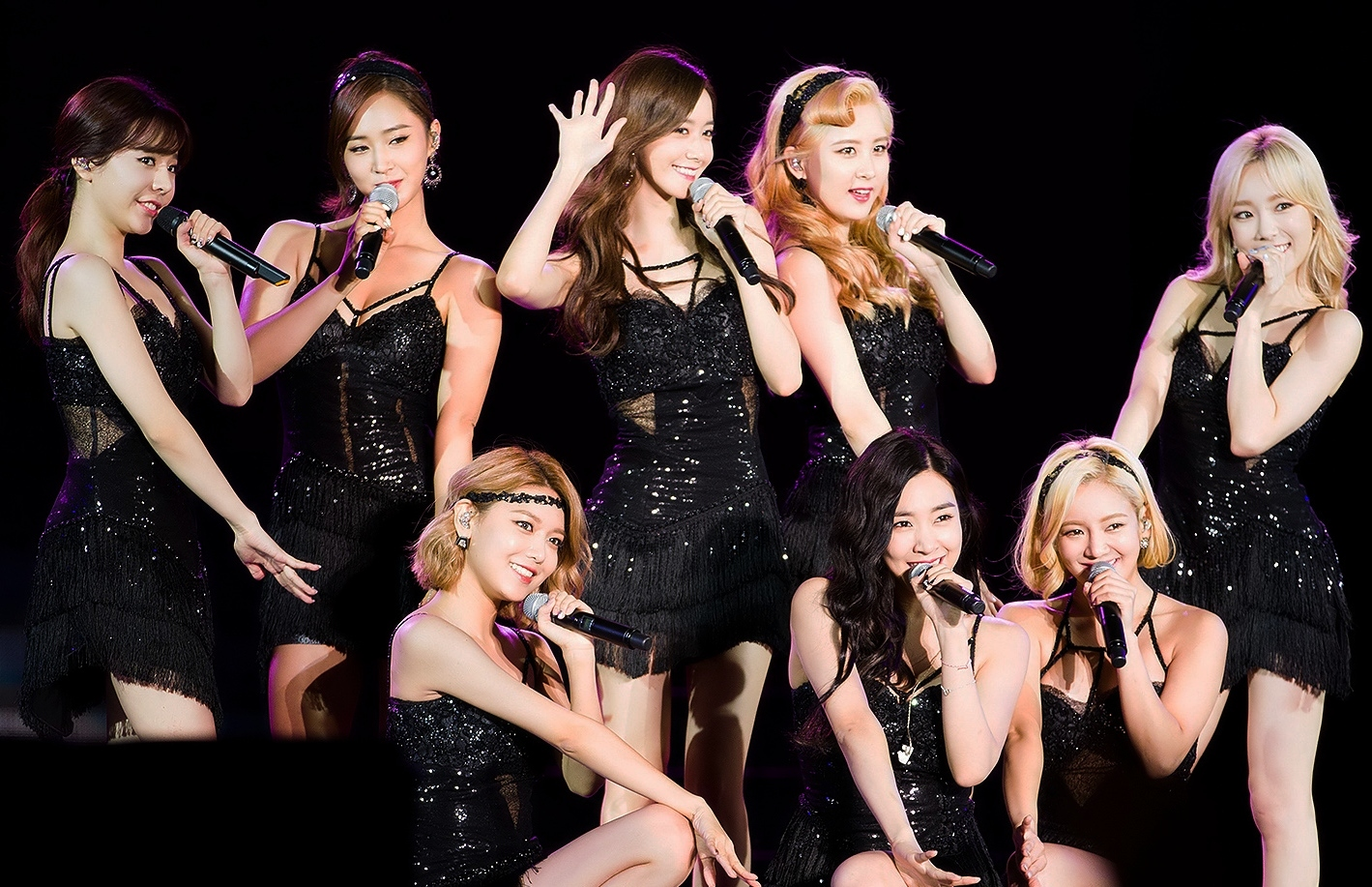
소녀시대는 "Party"로 7월 17일 방송에서 1위를 차지하며 한국 음악 방송 역사상 최초로 100승을 달성했다.

뮤직뱅크 차트는 1998년부터 대한민국 KBS 텔레비전 음악 프로그램 뮤직뱅크에서 집계하는 레코드 차트이다. 매주 생방송으로 진행되며 한국 차트에서 가장 좋은 성적을 거둔 싱글에 상을 수여하며, 국내 온라인 음원 서비스 성적(65%), 음반 판매량(5%), KBS TV 싱글 방송 횟수(20%), 시청자 투표(10%)을 순위 산정 방법에 포함하여 집계한다. 국내 온라인 음악 서비스의 점수는 멜론, 벅스, 지니뮤직, 소리바다의 데이터를 이용하여 산출하였다. 배우 박서준과 씨스타멤버 윤보라가 2013년 10월부터 진행을 맡아 2015년 4월 24일까지 진행을 맡았다. 5월 1일부터 배우 겸 가수 박보검과 레드벨벳 멤버 아이린이 진행을 맡았다. 12월 4일 방송에서는 아이린 대신 박보검과 함께 방탄소년단 멤버 뷔와 BAP 멤버 김힘찬이 스페셜 호스트로 출연했다.
2015년에는 35개의 싱글이 차트에서 1위를 차지했고, 27개 아티스트가 1위 트로피를 수상했다. 올해 발매된 모든 곡 중 엑소의 "CALL ME BABY"는 4월 10일 방송에서 12,681점을 기록하며 가장 높은 총점을 획득했고, 소녀시대의 "라이언 하트"와 함께 4주 연속 차트 1위를 차지하면서 두 싱글 모두 올해 가장 많은 상을 받은 노래가 되었다. 올해 첫 우승자는 엑소의 " December, 2014 (The Winter's Tale) "로, 1월 2일 방송에서 1위로 데뷔했다. 엑소는 "December, 2014 (The Winter's Tale)", "CALL ME BABY", " Love Me Right " 그리고 " Sing for You " 등 4개의 곡이 1위를 달성해 2015년 최다 1위 싱글을 배출했으며, 4곡의 노래가 차트에서 총 9주 동안 1위를 차지하면서, 그해 가장 많은 1위를 차지한 아티스트가 되었다. 걸그룹 소녀시대가 7월 17일 방송에서 ' 파티 '로 100번째 음악방송 1위를 달성하며 대한민국 음악방송 역사상 최초로 100번째 음악방송 1위를 달성한 가수가 됐다. 소녀시대의 멤버 태연은 래퍼 버벌진트가 피처링으로 참여한 데뷔 싱글 'I'로 첫 뮤직뱅크 1위를 달성했으며, 3주 동안 1위를 차지해 2015년 솔로 아티스트 중 가장 긴 기록을 세웠다.
동해와 은혁으로 구성된 슈퍼주니어의 유닛 슈퍼주니어-D&E는 싱글 "너는 나만큼 (Growing Pains)"로 데뷔 후 첫 뮤직뱅크 음악방송 1위를 차지했다. 걸그룹 레드벨벳이 데뷔 EP ' Ice Cream Cake'로 뮤직뱅크에서 첫 음악방송 1위를 달성했다. 보이그룹 방탄소년단은 5월 8일 방송된 'I Need U'로 데뷔 2년 만에 첫 뮤직뱅크 1위를 달성했다. EXID는 멤버 하니가 노래를 부르는 직캠이 한국 소셜 네트워크 사이트에 퍼져 발매 4개월 만에 "위아래"으로 첫 뮤직뱅크 상을 수상했다. 씨엔 블루 정용화 와 틴탑 니엘은 각각 ' 어느 멋진 날 '과 '나쁜 여자'로 뮤직뱅크에서 솔로 음악방송 1위를 달성했다.

## 차트 기록

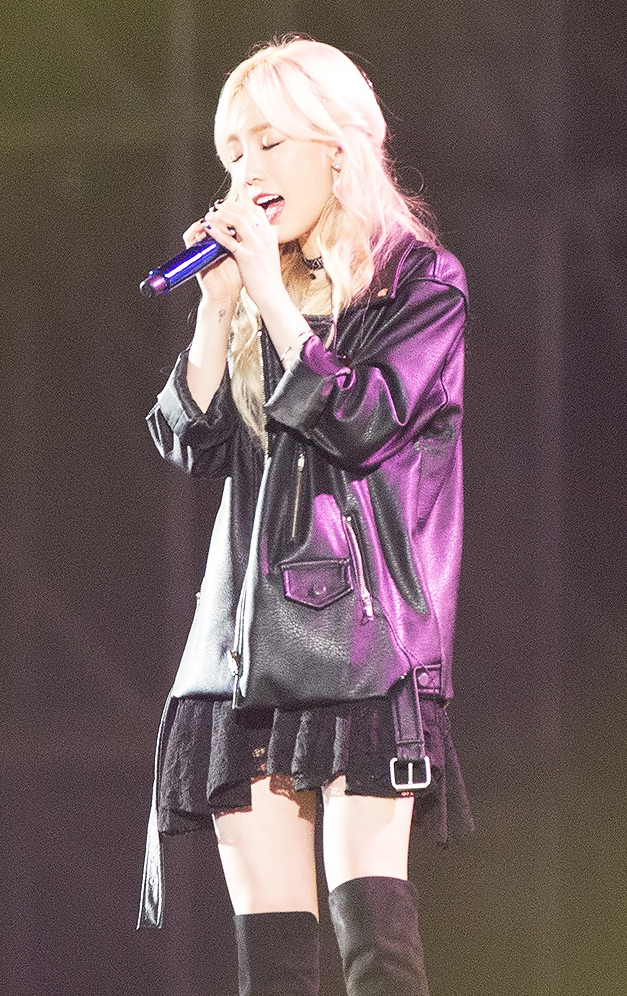
소녀시대 태연이 솔로곡 'I'로 뮤직뱅크에서 첫 1위를 달성했다.

| Indicates the highest score of 2015 | 2015년 최고 점수 |
| —                                   | 미방송곡         |

| 회수 | 날짜      | 아티스트       | 노래                                 | 점수   | 각주            |
| ---- | --------- | -------------- | ------------------------------------ | ------ | --------------- |
| 768  | 1월 2일   | EXO            | "December, 2014 (The Winter's Tale)" | 4,924  | [ 16 ] [ 17 ]   |
| 769  | 1월 9일   | EXID           | "위아래"                             | 5,054  | [ 18 ] [ 19 ]   |
| 770  | 1월 16일  | EXID           | "위아래"                             | 4,224  | [ 20 ] [ 21 ]   |
| 771  | 1월 23일  | 종현           | "Déjà-Boo"                           | 8,835  | [ 22 ] [ 23 ]   |
| 772  | 1월 30일  | 정용화         | "어느 멋진 날"                       | 7,810  | [ 24 ] [ 14 ]   |
| 773  | 2월 6일   | 다비치         | "Cry Again"                          | 5,748  | [ 25 ] [ 26 ]   |
| 774  | 2월 13일  | 정용화         | "어느 멋진 날"                       | 5,799  | [ 27 ] [ 28 ]   |
| —    | 2월 20일  | 나얼           | "같은 시간 속의 너"                  | 6,541  | [ 29 ]          |
| 775  | 2월 27일  | 니엘           | "못된 여자"                          | 6,226  | [ 30 ] [ 31 ]   |
| 776  | 3월 6일   | VIXX           | "이별공식"                           | 8,963  | [ 32 ] [ 33 ]   |
| 777  | 3월 13일  | 신화           | "Sniper (Target)"                    | 7,614  | [ 34 ] [ 35 ]   |
| 778  | 3월 20일  | 슈퍼주니어-D&E | "Growing Pains"                      | 6,442  | [ 36 ] [ 10 ]   |
| 779  | 3월 27일  | 레드벨벳       | "Ice Cream Cake"                     | 5,156  | [ 37 ] [ 11 ]   |
| 780  | 4월 3일   | FT 아일랜드    | "Pray"                               | 4,454  | [ 38 ] [ 39 ]   |
| 781  | 4월 10일  | EXO            | "Call Me Baby"                       | 12,681 | [ 40 ] [ 41 ]   |
| 782  | 4월 17일  | EXO            | "Call Me Baby"                       | 10,525 | [ 42 ] [ 43 ]   |
| 783  | 4월 24일  | EXO            | "Call Me Baby"                       | 8,182  | [ 44 ] [ 45 ]   |
| 784  | 5월 1일   | EXO            | "Call Me Baby"                       | 7,746  | [ 46 ] [ 47 ]   |
| 785  | 5월 8일   | BTS            | "I NEED U"                           | 5,973  | [ 48 ] [ 49 ]   |
| 786  | 5월 15일  | 빅뱅           | "Loser"                              | 8,999  | [ 50 ] [ 51 ]   |
| 787  | 5월 22일  | 빅뱅           | "Loser"                              | 6,277  | [ 52 ] [ 53 ]   |
| 788  | 5월 29일  | Shinee         | "View"                               | 7,297  | [ 54 ] [ 55 ]   |
| 789  | 6월 5일   | Shinee         | "View"                               | 8,272  | [ 56 ] [ 57 ]   |
| 790  | 6월 12일  | EXO            | "Love Me Right"                      | 10,595 | [ 58 ] [ 59 ]   |
| 791  | 6월 19일  | EXO            | "Love Me Right"                      | 8,084  | [ 60 ] [ 61 ]   |
| 792  | 6월 26일  | 백아연         | "이럴거면 그러지말지"                | 5,907  | [ 62 ] [ 63 ]   |
| 793  | 7월 3일   | 씨스타         | "Shake It"                           | 8,180  | [ 64 ] [ 65 ]   |
| 794  | 7월 10일  | 씨스타         | "Shake It"                           | 7,762  | [ 66 ] [ 67 ]   |
| 795  | 7월 17일  | 소녀시대       | "PARTY "                             | 7,380  | [ 68 ] [ 69 ]   |
| 796  | 7월 24일  | 인피니트       | "Bad"                                | 6,770  | [ 70 ] [ 71 ]   |
| 797  | 7월 31일  | 에이핑크       | "Remember"                           | 6,645  | [ 72 ] [ 73 ]   |
| 798  | 8월 7일   | 비스트         | "YeY"                                | 9,299  | [ 74 ] [ 75 ]   |
| 799  | 8월 14일  | 샤이니         | "Married to the Music"               | 6,636  | [ 76 ] [ 77 ]   |
| 800  | 8월 21일  | 빅뱅           | "우리 사랑하지 말아요"               | 6,755  | [ 78 ] [ 79 ]   |
| 801  | 8월 28일  | 소녀시대       | "Lion Heart"                         | 5,612  | [ 80 ] [ 81 ]   |
| 802  | 9월 4일   | 소녀시대       | "Lion Heart"                         | 9,280  | [ 82 ] [ 83 ]   |
| 803  | 9월 11일  | 소녀시대       | "Lion Heart"                         | 8,235  | [ 84 ] [ 85 ]   |
| 804  | 9월 18일  | 소녀시대       | "Lion Heart"                         | 6,382  | [ 86 ] [ 87 ]   |
| —    | 9월 25일  | CNBLUE         | "신데렐라"                           | 6,267  | [ 88 ] [ 89 ]   |
| 805  | 10월 2일  | CNBLUE         | "신데렐라"                           | 5,793  | [ 90 ] [ 91 ]   |
| 806  | 10월 9일  | 임창정         | "또다시 사랑"                        | 8,113  | [ 92 ] [ 93 ]   |
| 807  | 10월 16일 | 태연           | "I"                                  | 8,708  | [ 94 ] [ 95 ]   |
| 808  | 10월 23일 | 태연           | "I"                                  | 8,382  | [ 96 ] [ 97 ]   |
| 809  | 10월 30일 | 태연           | "I"                                  | 6,007  | [ 98 ] [ 99 ]   |
| 810  | 11월 6일  | F(x)           | "4 Walls"                            | 7,105  | [ 100 ] [ 101 ] |
| 811  | 11월 13일 | F(x)           | "4 Walls"                            | 5,836  | [ 102 ] [ 103 ] |
| 812  | 11월 20일 | 빅스           | "사슬 (Chained Up)"                  | 6,659  | [ 104 ] [ 105 ] |
| 813  | 11월 27일 | B.A.P          | "Young, Wild & Free"                 | 5,574  | [ 106 ] [ 107 ] |
| 814  | 12월 4일  | 이홍기         | "눈치 없이 (Insensible)"             | 3,919  | [ 108 ] [ 109 ] |
| 815  | 12월 11일 | BTS            | "RUN"                                | 7,799  | [ 110 ] [ 111 ] |
| 816  | 12월 18일 | EXO            | "Sing for You"                       | 8,372  | [ 112 ] [ 113 ] |
| 817  | 12월 25일 | EXO            | "Sing for You"                       | 7,607  | [ 114 ]         |

## 내용주
1. ↑  해당 주는 웹사이트를 통해 1위가 공지되었다.
2. ↑  해당 주는 웹사이트를 통해 1위가 공지되었다.